# Pachyodes
Pachyodes là một chi bướm đêm thuộc họ Geometridae.

## Các loài
- Pachyodes amplificata (Walker, 1862) (=Hypochroma abraxas Oberthür, 1913)
- Pachyodes haemataria (Herrich-Schäffer, [1854]) (=Pachyodes almaria Guenée, [1858])
- Pachyodes jianfengensis H.X.Han & D.Y.Xue, 2008
- Pachyodes leucomelanaria Poujade, 1895
- Pachyodes novata H.X.Han & D.Y.Xue, 2008
- Pachyodes ornataria Moore, 1888
- Pachyodes pratti (Prout, 1927)
- Pachyodes subtrita (Prout, 1914)
  - Pachyodes subtrita subtrita (Prout, 1914)
  - Pachyodes subtrita simplicior (Joannis, 1929)